# Stadio comunale (Uherské Hradiště)
Lo stadio Městský è il maggiore stadio di calcio della città di Uherské Hradiště. Ospita le partite casalinghe dello FC Slovácko, il principale club professionistico cittadino.

## Storia
L'impianto è stato scelto per la fase a gironi del Campionato europeo di calcio Under-21 2015.